# Abby Wambach
Pour les articles homonymes, voir Abby et Wambach.
Abby Wambach (née le 2 juin 1980 à Rochester dans le nord de l'État de New York) était  une joueuse de football américaine évoluant au poste d'attaquante.
Cadre de la sélection des États-Unis, elle remporte le 7 janvier 2013 le titre de meilleure joueuse FIFA de l'année 2012, devant la Brésilienne Marta, et sa coéquipière en sélection Alex Morgan.

## Biographie

### Carrière en club
À l'école de la Our Lady of Mercy High School de Rochester, elle joue dans la ligue amateure locale. Au bout de trois matchs, elle est transférée dans l'équipe des garçons car elle a marqué 27 buts dans ces seules trois rencontres. De 1998 à 2001, Wambach joue pour les Florida Gators de l'université de Floride. Elle est élue sur la première équipe d'étoiles NSCAA first-team All-American, et gagne les prix NCAA National Championship, et freshman All-American. Elle devient la meilleure buteuse de toute l'histoire des Florida Gators (garçons et filles confondus). En plus elle établit plusieurs records universitaires, comme le nombre de passes décisives (49), de buts (241), de buts gagnants (24), et de coups du chapeau (10). Elle est nommée sur le All-SEC team à chacune de ses 4 saisons universitaires.
En 2002, Wambach est recrutée par Washington Freedom dans la ligue professionnelle américaine Women's United Soccer Association. Ses contributions au succès du Washington Freedoms, jouant aux côtés de l'attaquante Mia Hamm, propulsent le Freedom à la conquête du championnat de la ligue (2002) où Wambach est élue la joueuse MVP.
Après la fermeture de la ligue WUSA, elle participe à des matchs d'exposition avec le Freedom dans le but de sensibiliser le public américain pour le soccer féminin. Ceci dans l'espoir de faire revivre une ligue professionnelle américaine.
En 2009, lors de la création de la nouvelle ligue professionnelle Women's Professional Soccer, Wambach est recrutée par son ancienne équipe : Washington Freedom. Elle connaît deux bonnes saisons. En 2011, Washington Freedom change de propriétaire et de nom : MagicJack. Pendant quelques matchs, elle devient joueuse entraineur-chef du MagicJack. La ligue s'arrête en 2012, Abby Wambach se trouve donc sans club durant cette année-là.
Le 11 janvier 2013, elle est mise à disposition du Western New York Flash, jouant dans la nouvelle National Women's Soccer League.

### Carrière en sélection
Wambach joue en équipe nationale des États-Unis de 2003 à 2015. Elle compte 255 sélections et 184 buts marqués. Elle participe à la Coupe du monde féminine de football 2007 avec les États-Unis. Elle inscrit 6 buts lors de la compétition, finissant ainsi deuxième meilleure buteuse du tournoi, à égalité avec la norvégienne Ragnhild Gulbrandsen et juste derrière la brésilienne Marta (7 buts).
Elle ne peut participer aux Jeux olympiques de 2008 à cause d'une fracture de fémur lors d'un match préparatoire de l'équipe américaine. Cette blessure et la longue convalescence qui s'ensuit la font murir dans sa démarche comme footballeuse.
La Coupe du monde 2011 est la 3e Coupe du monde à laquelle elle participe. Le 10 juillet 2011, lors du match quart de finale contre le Brésil, Wambach marque un but de la tête dans le temps additionnel, pour forcer une séance de tirs au but. Les Américaines remportent le match et se qualifient pour la demi-finale. Le 13 juillet lors de la demi-finale, à la 79e minute, Wambach fait encore parler sa tête. Sa reprise sur un coup de pied de coin de Lauren Cheney est aussi puissante que précise au deuxième poteau pour marquer et prendre l'avantage contre la France. Les États-Unis mènent alors 2-1 puis 3-1 et accèdent à la finale du Mondial. Ce troisième but de Wambach au cours du Mondial féminin 2011 l'a fait rejoindre sa compatriote Michelle Akers au troisième rang des buteuses dans l'histoire de la Coupe du monde. Dans la finale de cette même compétition, elle marque le deuxième but américain à la fin de la première mi-temps de la prolongation face aux Japonaises.
Elle fait partie de l'équipe américaine sacrée championne olympique aux Jeux olympiques d'été de 2012 et de celle vainqueur de la coupe du monde féminine de football 2015.
Le 20 juin 2013, elle inscrit un quadruplé, ses 157e, 158e, 159e et 160e buts en sélection, et devient donc la meilleure buteuse de l’histoire du football, hommes et femmes confondus. Elle dépasse sa compatriote Mia Hamm, détentrice de ce record avant ce match, avec 158 réalisations.
Le 5 juillet 2015, pour son dernier match en compétition internationale, elle remporte enfin la coupe du monde. Juste après le coup de sifflet final, elle court rejoindre sa femme Sarah Huffmann dans les tribunes pour l'embrasser.
Elle joue son dernier match international contre la Chine à La Nouvelle-Orléans le 16 décembre 2015. Elle avait pourtant émis le souhait de continuer une année de plus mais la forte concurrence (elle a vécu sa dernière grande compétition dans la peau d'une remplaçante) et le nombre de places limité aux JO de 2016 (liste de dix-huit joueuses au lieu des vingt-trois habituelles) l'ont poussée à raccrocher plus tôt qu'initialement prévu.

## Vie privée
Le 5 octobre 2013, elle s'est mariée avec Sarah Huffman (en), joueuse de football avec qui elle a joué en club.
En février 2016, Mattel sort la 1re poupée Barbie lesbienne à l'effigie d'Abby Wambach.
En novembre 2016, Glennon Doyle Melton (en), la meilleure amie d'Oprah Winfrey, annonce qu'elle est en couple avec Abby Wambach.

## Statistiques en club
| Ligue | Année | Buts | Passes décisives | Points |
| ----- | ----- | ---- | ---------------- | ------ |
| WUSA  | 2002  | 10   | 10               | 30     |
| WUSA  | 2003  | 13   | 7                | 33     |
| WPS   | 2009  | 8    | 5                | 21     |
| WPS   | 2010  | 13   | 8                | 34     |
| WPS   | 2011  | 9    | 2                | 11     |

## Palmarès
- Médaille d'or aux Jeux olympiques d'été de 2004
- Médaille d'or aux Jeux olympiques d'été de 2012
- 3e place à la Coupe du monde féminine de football 2003
- 3e place à la Coupe du monde féminine de football 2007
- 2e place à la Coupe du monde féminine de football 2011
- Vainqueur de la Coupe du monde de football féminin 2015

## Honneurs individuels
En décembre 2011, Abby Wambach a été élue l'athlète féminine de l'année 2011 par Associated Press. elle reçoit en 2012 le Ballon d'or féminin.
Elle devient, le 20 juin 2013, détentrice du record de nombre de buts marqués en sélection, hommes et femmes confondus, avec 160 réalisations. Elle termine sa carrière sur un total de 184 buts, record qui sera dépassé par Christine Sinclair en 2020.